# Ferreira do Zêzere
Ferreira do Zêzere (fɨ'ʁɐiɾɐ du 'zezɨɾ(ɨ)) è un comune portoghese di 9 422 abitanti situato nel distretto di Santarém.

## Società

### Evoluzione demografica
| Popolazione di Ferreira do Zêzere (1801 – 2004) | Popolazione di Ferreira do Zêzere (1801 – 2004) | Popolazione di Ferreira do Zêzere (1801 – 2004) | Popolazione di Ferreira do Zêzere (1801 – 2004) | Popolazione di Ferreira do Zêzere (1801 – 2004) | Popolazione di Ferreira do Zêzere (1801 – 2004) | Popolazione di Ferreira do Zêzere (1801 – 2004) | Popolazione di Ferreira do Zêzere (1801 – 2004) | Popolazione di Ferreira do Zêzere (1801 – 2004) |
| ----------------------------------------------- | ----------------------------------------------- | ----------------------------------------------- | ----------------------------------------------- | ----------------------------------------------- | ----------------------------------------------- | ----------------------------------------------- | ----------------------------------------------- | ----------------------------------------------- |
| 1801                                            | 1849                                            | 1900                                            | 1930                                            | 1960                                            | 1981                                            | 1991                                            | 2001                                            | 2004                                            |
| 1631                                            | 8984                                            | 13708                                           | 16008                                           | 15739                                           | 11099                                           | 9954                                            | 9422                                            | 9345                                            |

## Freguesias
- Águas Belas
- Areias
- Beco
- Chãos
- Dornes
- Ferreira do Zêzere
- Igreja Nova do Sobral
- Paio Mendes
- Pias